# Dżumber Patiaszwili
Dżumber Patiaszwili (ur. 5 stycznia 1940) – gruziński polityk, działacz komunistyczny.

## Życiorys
W 1985 objął stanowisko pierwszego sekretarza Komunistycznej Partii Gruzji po tym, gdy jego poprzednik na tym stanowisku Edward Szewardnadze został ministrem spraw zagranicznych ZSRR. W okresie pełnienia przez niego obowiązków w Gruzji nasiliły się protesty antykomunistycznej, narodowej opozycji kierowanej przez Meraba Kostawę i Zwiada Gamsachurdię. W związku z masowym poparciem dla opozycjonistów kierowana przez Patiaszwilego partia straciła faktycznie kontrolę nad rozwojem wydarzeń w Gruzińskiej SRR.
9 kwietnia 1989 Patiaszwili wyraził zgodę na stłumienie przez wojska Zakaukaskiego Okręgu Wojskowego wielotysięcznych protestów w Tbilisi, w czasie których głoszone były antyradzieckie i niepodległościowe hasła. Zmienił decyzję, gdy zorientował się, że do miasta wprowadzonych zostało 2 tys. żołnierzy, a przebiegowi pacyfikacji ma zamiar przyglądać się wiceminister obrony ZSRR. Nie był jednak w stanie powstrzymać oddziałów radzieckich pod dowództwem gen. Igora Rodionowa. Wojsko rozpędziło pokojową demonstrację, zabijając 19 osób i raniąc kilkadziesiąt. Brutalność działań żołnierzy wywołała szok w Gruzji. Aby nie dopuścić do dalszych wystąpień antyrządowych, Komunistyczna Partia Gruzji poprosiła Eduarda Szewardnadzego o przybycie do kraju. Ten zaś, chcąc ratować władzę radziecką w Gruzji, zmusił Dżumbera Patiaszwilego do zrzeczenia się stanowiska, które objął po nim Giwi Gumbaridze.
Patiaszwili wrócił do polityki w 1992, gdy został wybrany deputowanym do parlamentu gruzińskiego, już w niepodległej Gruzji. Trzy lata później zajął drugiej miejsce w wyborach prezydenckich, przegrywając z Eduardem Szewardnadze i zdobywając 19,37% głosów (zwycięzca uzyskał ich 74,32%). Mandat deputowanego uzyskał drugi raz w wyborach parlamentarnych w 2004 i sprawował go przez cztery lata.